# Nizar Banat
Nizar Khalil Muhammad Banat, né à Abou Kifah le 27 août 1978 et battu à mort le 24 juin 2021, est un militant politique palestinien et défenseur des droits humains. 

## Dans les prisons de l'Autorité palestinienne
À la tête de la liste Liberté et Dignité, Nizar Banat est l'un des militants les plus en vue de l'opposition à l'Autorité palestinienne, attaquant ses politiques et les personnes qu'il qualifiait de corrompues. 
Il est surtout connu pour ses vidéos anti-gouvernementales qu'il a publiées sur les réseaux sociaux, traitant de la corruption et des violations des droits de l'homme. Amira Hass et Jack Khoury du journal israélien Haaretz indiquent que les critiques du Banat étaient dirigées non seulement contre le gouvernement de Mahmoud Abbas, mais aussi contre l'opposant d'Abbas, Mohammed Dahlan, dont les partisans sont liés aux cercles du renseignement.
L'Autorité palestinienne a arrêté Banat à plusieurs reprises pour avoir « insulté le sentiment national », agressé l'Autorité palestinienne et incité à des conflits contre l'Autorité palestinienne via sa page Facebook.
Sa maison est attaquée (tirs, grenades assourdissantes, gaz lacrymogène) par des éléments de sécurité après sa demande à l'Union européenne de couper son aide à l'Autorité palestinienne, en raison du report des élections législatives palestiniennes de 2021, un processus dénoncé par l'Union européenne le 2 mai 2021 sur son compte officiel sur Twitter : « La Commission de l'Union en Palestine suit avec inquiétude l'attaque [contre] le domicile de l'activiste Nizar Banat dans la ville de Dura, dans le sud de la Cisjordanie. La violence contre les politiciens et les défenseurs des droits de l'homme est inacceptable  ».

## Mort
Le 24 juin 2021, des personnes dont certaines masquées estimées appartenir aux forces de l"Autorité palestinienne prennent d'assaut sa maison en pleine nuit et l'arrêtent. Aux premières heures de la matinée, l'Autorité palestinienne annonce officiellement la mort du militant Nizar Banat après son arrestation par les forces de sécurité à son domicile du gouvernorat de Hébron, dans le sud de la Cisjordanie, tandis que sa famille accuse l'Autorité d'assassinat avec préméditation,,. Le médecin légiste « fait état de traces de coups à la tête, à la poitrine, au cou, aux jambes et aux mains, et d'un intervalle de moins d'une heure entre ces coups et sa mort ».
Sa mort violente provoque des manifestations notamment à Ramallah ; les manifestants scandent : « Abbas dégage ! », « Justice pour Nizar ! » ,. Le procès des assassins présumés issus des forces de sécurité de l'ordre de l'Autorité palestinienne tourne court et ils sont libérés sous caution à la mi-2022,,.
En décembre 2022, la famille du dissident palestinien soumet à la Cour pénale internationale (CPI) un dossier accusant de hauts responsables palestiniens de son « meurtre ».

### Réactions internationales

#### Union européenne
L'Union européenne a publié un communiqué disant : « Choqué et attristé par le décès du militant et ancien candidat aux législatives Nizar Banat, à la suite de son arrestation par les forces de sécurité palestiniennes la nuit dernière. Nos condoléances à sa famille et ses proches. Une enquête complète, indépendante et transparente doit être menée immédiatement » .

#### États-Unis
Aux États-Unis, le porte-parole du département d'Etat, Ned Price, a déclaré que les Etats-Unis étaient « profondément troublés par la mort du militant palestinien Nizar Banat et les informations rapportées concernant les circonstances de sa mort (...) Nous sommes très préoccupés par les restrictions imposées par l'Autorité palestinienne à l'exercice de la liberté d'expression des Palestiniens et le harcèlement des militants et des organisations de la société civile », a ajouté Price.